# Rapćani
Rapćani är ett samhälle i Bosnien och Hercegovina.   Det ligger i entiteten Republika Srpska, i den norra delen av landet, 130 km norr om huvudstaden Sarajevo. Rapćani ligger 172 meter över havet och antalet invånare är 175.
Terrängen runt Rapćani är huvudsakligen platt, men åt nordväst är den kuperad. Närmaste större samhälle är Kalenderovci Donji, 3,2 km söder om Rapćani.
Omgivningarna runt Rapćani är en mosaik av jordbruksmark och naturlig växtlighet. Runt Rapćani är det ganska tätbefolkat, med 67 invånare per kvadratkilometer.